# Pozo de Urama
Pozo de Urama ist ein nordspanisches Dorf und Hauptort einer Gemeinde (municipio) mit 18 Einwohnern (Stand: 2024) in der Provinz Palencia in der Autonomen Gemeinschaft Kastilien-León. 

## Lage und Klima
Pozo de Urama liegt in der Region Tierra de Campos auf der kastilischen Hochebene in einer Höhe von ca. 820 m. Die Provinzhauptstadt Palencia befindet sich mit ihrem Stadtzentrum etwa 44 Kilometer (Fahrtstrecke) südöstlich.
Das Klima im Winter ist durchaus kalt, im Sommer dagegen warm bis heiß; die eher spärlichen Regenfälle (ca. 555 mm/Jahr) fallen überwiegend im Winterhalbjahr.

## Bevölkerungsentwicklung
| Jahr      | 1970 | 1981 | 1991 | 2001 | 2011 | 2021 |
| --------- | ---- | ---- | ---- | ---- | ---- | ---- |
| Einwohner | 81   | 69   | 50   | 41   | 31   | 21   |

## Sehenswürdigkeiten

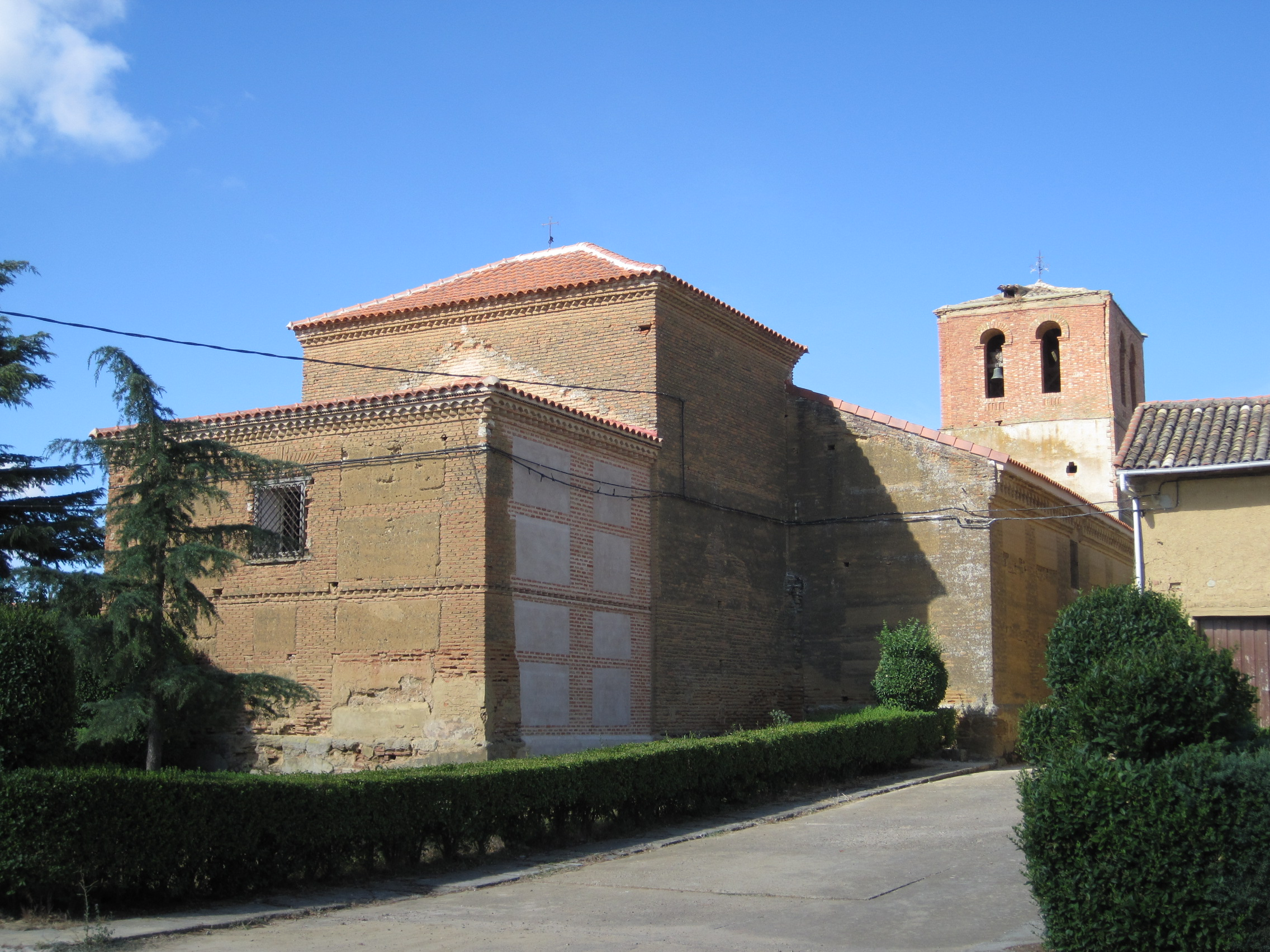
Marienkirche
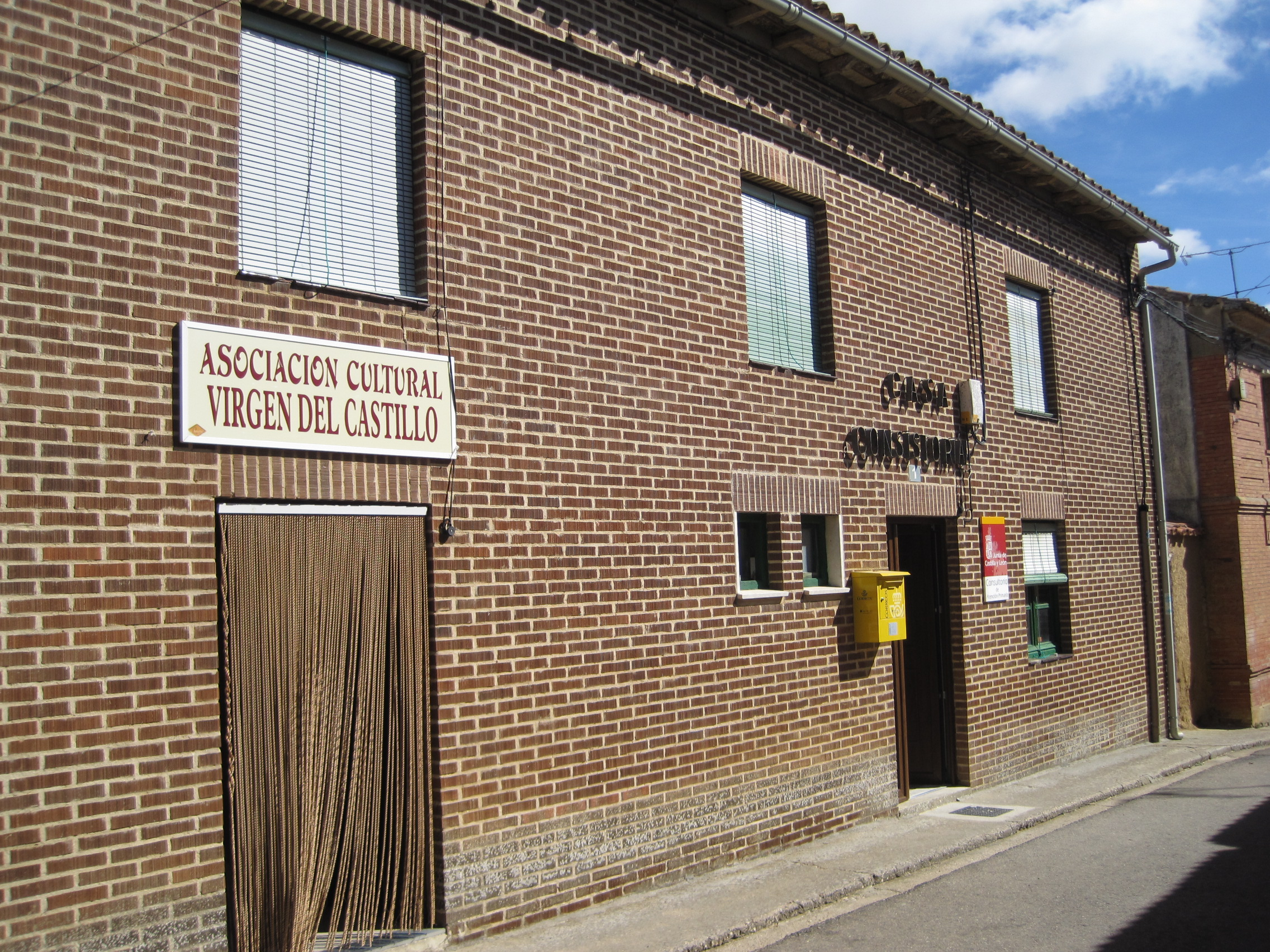
Rathaus

- Marienkirche
- Rathaus